# Кесоглу, Лаки Константинович
Ла́ки (Пантелеймон) Константи́нович Кесо́глу (род. 22 июля 1939, Батуми, Грузинская ССР, СССР) — советский и казахстанский эстрадный певец, музыкальный педагог, профессор. «Самый популярный грек Казахстана».
Народный артист Казахской ССР (1989), лауреат Государственной премии Республики Казахстан (2014) и премии независимого платина «Тарлан» (2003). Профессор Казахской Национальной академии искусств.

## Биография
Родился в Батуми в греческой семье — Константина Апостоловича Кесоглу и Панаилы Исааковны Кесоглу (Янокиди). Его родственники по отцу — дедушка Апостол и бабушка Эвтихия вследствие гонений в отношении греков-христиан со стороны турецких властей в середине 1920-х гг. вынуждены были, спасаясь от преследований турецкий властей, бежать из Трапезунда (Турция) и переселиться в г. Батуми, где уже с XIX в. существовали греческие поселения. Переселенцы-греки и члены их семей, не принимавшие подданство СССР, длительное время могли находиться на положении иностраноподданных и в любое время имели право иммигрировать в Грецию (согласно договорённостям греки, имеющие подданство Турции, приобретали автоматически гражданство Греции, если являлись владельцами предусмотренных тогда греческих виз).
В 1949 году греческое население Грузии было насильственно депортировано в районы Казахстана. Освобождавшиеся земли заселялись грузинами, которые нередко также принудительно переселялись из родных мест.
В Южно-Казахстанской области семья Лаки Кесоглу сначала разместилась в селе Сули-Кесик, где полностью отсутствовали нормальные условия для проживания, а затем переехала в г. Туркестан. Это было трудное послевоенное время, но греки не унывали, в доме Кесоглу всегда присутствовала понтийская музыка. Юный Лаки с детства много пел, участвовал в самодеятельности.
Поступил учиться в Чимкентское музыкальное училище (1958—1962), окончил с отличием и был направлен в Алма-Атинскую консерваторию (1962—1967). Обучался классическому вокалу (тенор, класс В. Н. Орленина), в репертуаре было 5 оперных партий, но в 1964 году пришёл в эстрадно-симфонический оркестр Казахского радио и телевидения (ныне Эстрадно-симфонический оркестр акима Алматы) и стал петь эстрадные песни.
В 1970 году на IV Всесоюзном конкурсе артистов эстрады в Москве Кесоглу стал дипломантом.
В 1972 году певец впервые выступил в Колонном зале Дома Союзов в Москве и с этого времени получил всесоюзную известность, особенно со своей песней «Бузуки».
В фильме В.Трегубовича «Старые стены» (1973) с большим чувством и тактом спел, ставшую популярной в СССР, песню-танго «Волны» композитора Г.Портнова (роль певца на танцплощадке санатория исполнил оператор фильма Э. Розовский).
Кесоглу стал бессменным участником всех фестивалей в Казахстане. За четверть века работы с оркестром Казахского Гостелерадио сделал свыше 400 записей. На Всесоюзной фирме «Мелодия» выпущено около 2 миллионов — рекорд для Казахстана.
С 2000 года на педагогической работе, профессор, заведующий эстрадным отделением Казахской национальной академии искусств им. Жургенова.

## Звания и награды
- 1989 — Народный артист Казахской ССР — за большой вклад в развитие эстрадного искусства.;
- 2003 — Независимая премия меценатов Казахстана «Тарлан» — за многолетнюю яркую творческую и педагогическую деятельность.;
- 2004 — Орден Достык (орден Дружбы) II степени;
- 2007 — Премия Национального выбора года «Алтын адам» в номинации «Общественное признание»;[3]
- 2009 — Орден Курмет;
- 2014 — Государственная премия Республики Казахстан в области литературы и искусства за сольный концерт «Песня — душа моя» из рук президента РК в Акорде.;[4][5]
- 2014 — Премия «Человек года» в номинации «Профессиональные достижения».;[6]
- 2015 — Национальная музыкальная премия «Астана жұлдызы» в номинации «За вклад в развитие музыкальной культуры».;[7]
- 2015 — Медаль «Единства народа Казахстана»;
- 2016 — Медаль «25 лет независимости Республики Казахстан»;[8]
- 2019 — Указом президента Республики Казахстан от 29 ноября 2019 года награждён орденом «Парасат» — за большой вклад в развитие эстрадного искусства и многолетнюю творческую деятельность.;[9][10]
- Нагрудный знак МОН РК «Почетный работник образования Республики Казахстан» и «Отличник образования» и др.
- 2021 — Благодарность Президента РК с вручением нагрудного золотого знака «Алтын барыс»;
- 2024 (22 июля) — Указом президента РК награждён орденом «Барыс» 1 степени — за большой вклад в развитие культуры и эстрадного искусства и в связи с 85-летием со дня рождения.;[11]

## Дискография
Лаки Кесоглу за свою карьеру записал несколько грампластинок-гигантов с советскими и греческими песнями, а также пластинку «Капризная погода», где исполнил песни популярных казахстанских авторов Тлеса Кажгалиева, Алмаса Серкебаева, Эдуарда Богушевского и других.

## Книги
- Методическое пособие «Эстрадный вокал». — Алматы, 2002.
- Сборник современных эстрадных песен композиторов Казахстана. — Алматы, 2004.

## Семья
- Жена Евгения — пианистка, педагог.
- Сын Константин — врач.
- Две дочери: Елизавета — радиожурналист и Елена — музыкант (живут в Греции)[12].